# Пащенко, Андрей Яковлевич
Андрей Яковлевич Пащенко (сентябрь 1919 — ноябрь 1991 , город Киев) — украинский советский партийный деятель, председатель Государственного комитета УССР по делам издательств, полиграфии и книжной торговли. Кандидат в члены ЦК КПУ в 1976—1986 гг. Член ЦК КПУ в 1986—1990 гг. Депутат Верховного Совета УССР 9-11-го созывов. Кандидат исторических наук.

## Биография
В 1934—1939 годах — прицепщик, учётчик зернового совхоза, бухгалтер Семипалатинской школы механизаторов Казахской ССР. В 1939—1944 годах — инструктор, заведующий отделом, секретарь районного комитета ЛКСМ Казахстана, секретарь городского комитета ЛКСМ Казахстана, инструктор ЦК ЛКСМ Казахстана, секретарь Семипалатинского областного комитета ЛКСМ Казахстана.
Член ВКП (б) с 1940 года.
В 1944 году — секретарь Днепропетровского областного комитета ЛКСМУ. В 1944—1945 годах — секретарь Петриковского районного комитета КП(б)У Днепропетровской области.
В 1945—1948 годах — слушатель Высшей партийной школы при ЦК ВКП (б).
В 1948—1951 годах — инструктор, заместитель заведующего отделом Днепропетровского областного комитета КП(б)У.
В 1951—1961 годах — директор Днепропетровской областной партийной школы, ректор Днепропетровской Высшей партийной школы.
В 1961 — январе 1963 года — секретарь Октябрьского районного комитета КПУ Днепропетровска.
В январе 1963 — декабре 1964 года — секретарь Днепропетровского промышленного областного комитета КПУ по идеологии. В декабре 1964 — октябре 1974 года — секретарь Днепропетровского областного комитета КПУ по идеологии.
22 октября 1974 — 5 августа 1988 года — председатель Государственного комитета Украинской ССР по делам издательств, полиграфии и книжной торговли.
С августа 1988 года — на пенсии. Был председателем правления Украинского отделения Общества советско-польской дружбы, членом президиума Украинского общества дружбы и культурной связи с зарубежными странами.
Умер в ноябре 1991 года в Киеве.

## Награды
- орден Дружбы народов (1979)
- прочие ордена
- медали
- Почетная грамота Президиума Верховного Совета Украинской ССР (26.09.1969)

## Источник
- Депутати Верховної Ради УРСР. 11-е скликання — 1985 р.
- ГА РФ Р7523 105 152 «Указы Президиума Верховного Совета СССР, принятые с 26 по 27 августа 1971 года, и материалы к ним /к протоколу № 14/ с № 2075-VIII  по № 2078-VIII. Том 7»